# Мануел Нориега
Мануел Антонио Нориега Морено (на испански: Manuel Antonio Noriega Moreno) е бивш панамски генерал, установил военна диктатура в Република Панама в периода 1983 – 1989 г.
Първоначално е силен съюзник на САЩ, като работи за Централното разузнавателно управление (ЦРУ) от края на 1950-те до 1986 г. Към края на 1980-те години отношенията му с Вашингтон се влошават и през 1989 г. САЩ напада Панама, за да го свали от власт.
Нориега е пленен и отведен в САЩ, където е осъден по обвинения за трафик на кокаин, рекет и пране на пари. Осъден е на 40 години затвор и излежава присъдата във федерален затвор в Маями до 27 април 2010 г., когато е екстрадиран във Франция.
Панамското правителство уважава суверенното решение на САЩ за екстрадирането му, но настоява той все пак да бъде върнат в Панама, за да излежи оставащата му присъда.
Завръща се в Панама на 11 декември 2011 г. Мануел Нориега умира на 29 май 2017 г. в родния си град Панама на 83-годишна възраст, два месеца след като му е извършена операция на мозъка.